# Dollaro di Antigua
Il dollaro è stata la valuta di Antigua dal 1913. In seguito è stato sostituito prima dal dollaro delle Indie occidentali britanniche e poi dal dollaro dei Caraibi orientali.

## Storia
Prima del 1913 ad Antigua circolava la sterlina britannica. Nel 1913 le prime banconote private furono emesse ad Antigua, denominate in dollari. Dal 1920 alcune di queste banconote recavano anche il valore in sterline, con 1 dollaro = 4 shilling e 2 penny. Durante questo periodo non furono emesse frazioni del dollaro e continuarono a circolare le monete britanniche.
Nel 1935 fu emesso il dollaro delle Indie occidentali britanniche dello stesso valore del precedente dollaro di Antigua e delle altre emissioni simili dell'area. L'ultima emissione particolare di Antigua ci fu nel 1940. Dal 1965 circola il dollaro dei Caraibi orientali.

## Banconote
Tre banche, la Royal Bank of Canada, la Colonial Bank la Barclays Bank emisero tutte banconote da 5 dollari. La Royal Bank of Canada emise le banconote tra il 1913 ed il 1938, mentre la Colonial Bank emise solo nel 1926 e la Barclays Bank (che prese il posto della Colonial Bank) le emise tra il 1937 ed il 1940.